# Canoe ocean racing ai Giochi del Mediterraneo sulla spiaggia
La canoe ocean racing è inserito nel programma dei Giochi del Mediterraneo sulla spiaggia sin dall'edizione inaugurale che si è svolta nel 2013, comprendendo una gara individuale femminile e un'analoga gara femminile.

## Edizioni
| Giochi | Anno | Sede      | Gare |
| ------ | ---- | --------- | ---- |
| I      | 2015 | Pescara   | 2    |
| II     | 2019 | Patrasso  | 2    |
| III    | 2023 | Heraklion | 2    |

## Medagliere complessivo
Aggiornato alla terza edizione
| Pos.   | Paese      | Oro | Argento | Bronzo | Totale |
| ------ | ---------- | --- | ------- | ------ | ------ |
| 1      | Spagna     | 3   | 2       | 3      | 8      |
| 2      | Italia     | 2   | 1       | 1      | 4      |
| 3      | Francia    | 1   | 2       | 1      | 4      |
| 4      | Portogallo | 0   | 1       | 0      | 1      |
| 5      | Tunisia    | 0   | 0       | 1      | 1      |
| Totale | Totale     | 6   | 6       | 6      | 18     |